# 龍源電力
龍源電力集團股份有限公司 (港交所：916；深交所：001289，简称：龙源电力) 是中國及亞洲最大的風力發電商，主要從事風電場的設計、開發、管理及營運。

## 历史
集團是從中國國電集團公司分拆出來專營新能源業務的國有企業，在東北三省、內蒙古、河北、新疆、甘肅及東南沿海省份經營風場，其中於江蘇省如東縣經營的風力發電場，堪稱全國最大。
龍源電力在2009年12月於香港交易所以H股形式上市，招股價為每股$8.16港元。

## 連結
- 龍源電力集團股份有限公司 （页面存档备份，存于）